# Thyreodon laticinctus
Thyreodon laticinctus là một loài tò vò trong họ Ichneumonidae.